# 디지털 혁명

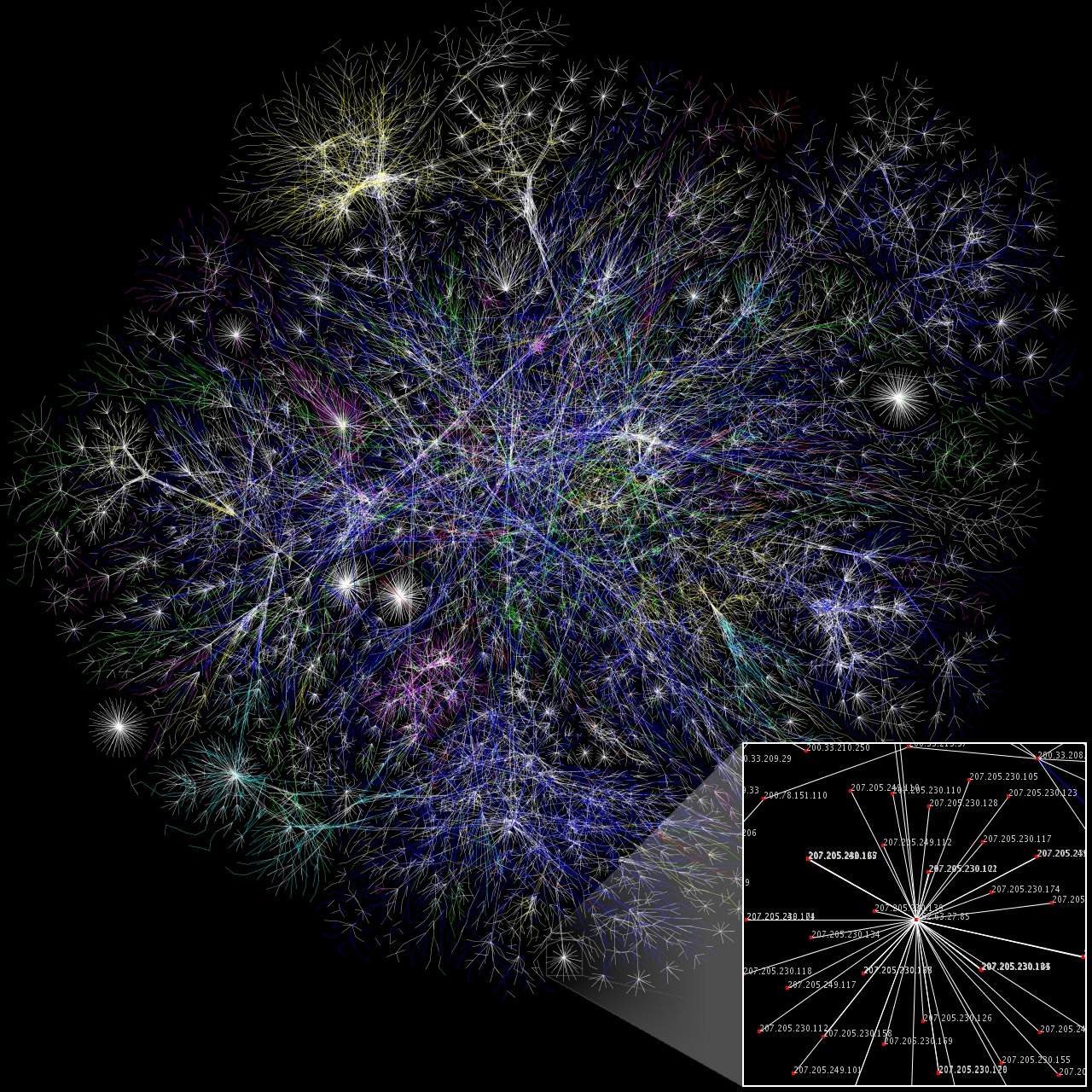
인터넷 일부를 경유하는 다양한 루트의 시각화.

디지털 혁명 또는 디지털 레벌루션(Digital Revolution), 제3차 산업 혁명(Third Industrial Revolution)은 20세기 후반에 시작된 기계와 아날로그 회로 테크놀로지의 디지털 회로로의 변화이며 오늘날까지 이어지는 디지털 컴퓨터와 디지털 기록 유지의 채택과 확산이 있었다. 분명히 말해 이 용어는 이 시기 디지털 컴퓨팅과 통신 테크놀로지에 의해 도입된 광범위한 변화를 일컫는 말이기도 하다. 농업 혁명과 산업 혁명과 유사성이 있는 이 디지털 혁명은 정보화시대의 시작을 알리는 증표가 되었다.
이 혁명의 핵심이 되는 부분은 대량생산, 그리고 디지털 회로, MOSFET(MOS 트랜지스터), 집적 회로(IC) 칩, 그리고 컴퓨터, 마이크로프로세서, 디지털 휴대 전화, 인터넷을 포함한 파생 기술의 폭넓은 이용이다. 이 기술 혁신들은 전통적인 생산과 비즈니스 기술들을 변모시켰다.

## 같이 보기
- 혁명
  - 신석기 혁명
  - 과학 혁명
  - 산업 혁명
  - 제2차 산업 혁명
  - 나노 기술
- 닷컴 기업
- 디지털 네이티브
- 전자 문서
- 인더스트리 4.0
- 고도경제성장
- 탈냉전 시대
- 반도체
- 재택근무